# Associazione Sportiva Edera 1927-1928
Questa pagina raccoglie le informazioni riguardanti l'Associazione Sportiva Edera nelle competizioni ufficiali della stagione 1927-1928.

## Rosa
| N. |                   | Ruolo | Calciatore           |
| -- | ----------------- | ----- | -------------------- |
|    | Italia (bandiera) | D     | Belle                |
|    | Italia (bandiera) | D     | Brodacic             |
|    | Italia (bandiera) | P     | Elio Calligaris      |
|    | Italia (bandiera) | D     | Bruno Cescon         |
|    | Italia (bandiera) | C     | Giuseppe Cich        |
|    | Italia (bandiera) | D     | Vittorio De Vescovic |
|    | Italia (bandiera) | A     | De Vivi              |

| N. |                   | Ruolo | Calciatore                |
| -- | ----------------- | ----- | ------------------------- |
|    | Italia (bandiera) | A     | Fonda                     |
|    | Italia (bandiera) | D     | Georgic                   |
|    | Italia (bandiera) | D     | Giovan Battista Marangoni |
|    | Italia (bandiera) | A     | Bruno Pantani             |
|    | Italia (bandiera) | C     | Perper                    |
|    | Italia (bandiera) | C     | Vittorio Zoch             |